# Watakushi shōsetsu
Watakushi shōsetsu ou shishōsetsu (私小説) (suivant la lecture adoptée, le second terme étant à la fois plus correct et plus fréquent) est un genre littéraire japonais où les romans (小説, shōsetsu) sont centrés sur la vie intérieure d'un héros souvent assimilé à l'auteur, sur le mode de la confession : comme l'autofiction, ils incorporent donc des éléments d'autobiographie ; ils sont souvent écrits à la première personne (私, watakushi) (d'où leur nom), mais certains des exemples les plus connus sont écrits à la troisième personne. Ce genre dérive de la version japonaise du naturalisme créée pendant l'ère Taishō, mais avec une plus grande individualité et une méthode d'écriture moins forcée. Aussi, on considère que ce genre n'est pas seulement dû à l'influence occidentale moderne, et qu'il tire ses origines d'une certaine tradition de l'autobiographie dans la prose hybride haibun, représentée en particulier par un texte de Kobayashi Issa : le Chichi no shuen nikki ou Journal des derniers jours de mon père (1801),.
Les premiers exemples de ce style à l'époque moderne sont sans doute Hakai (1906), de Tōson Shimazaki, et Futon (1907), de Katai Tayama. Dans Hakai, Shimazaki décrit un homme né dans une famille de burakumin, rejeté par le reste de la société japonaise, et sa décision d'aller à l'encontre des ordres de son père de ne jamais révéler ses origines. Dans Futon, Tayama avoue son amour pour une de ses élèves. Dès ses origines, donc, le roman watakushi shōsetsu exposait le côté obscur de la société ou de la vie de l'auteur.
Il y a plusieurs règles générales pour la création d'un roman watakushi shōsetsu. L'histoire doit se dérouler dans un milieu naturel et doit être complètement réaliste. L'idée était de montrer que la langue n'est pas transparente, et qu'on peut décrire un vrai évènement avec cette langue. La formule du protagoniste doit être « auteur > protagoniste > héros », donc l'auteur est obligatoirement le protagoniste de l'histoire. Le roman doit aussi montrer une grande connaissance de la littérature et faire référence à beaucoup d'œuvres en relation avec les sentiments, les pensées du personnage. Le style ne doit également pas être trop lourd.
Le plus célèbre écrivain à avoir illustré ce genre, mais en le distordant de telle façon que certains critiques ont pu se refuser à l'y incorporer, est Osamu Dazai.